# Baalsaurus
Baalsaurus mansillai
Genre
Espèce
Baalsaurus (nommé d'après le site de fossiles de dinosaures Baal en Argentine, qui lui-même est nommé d'après l'ancien dieu phénicien Baal) est un genre fossile de dinosaures Sauropoda Titanosauria du Crétacé supérieur de la province de Neuquén, en Patagonie, Argentine. Le type et seule espèce connue est Baalsaurus mansillai, dont le nom spécifique honore le découvreur Juan Eduardo Mansilla, un technicien de musée au Musée de géologie et de paléontologie de l'Université nationale de Comahue.

## Systématique
Le genre Baalsaurus et l'espèce Baalsaurus mansillai ont été décrits en 2019 par les paléontologues argentins Jorge Orlando Calvo (d) et Bernardo Javier González Riga (d),.

## Description
Le spécimen holotype, MUCPv-1460, est un dentaire droit presque complet qui a été trouvé dans des roches de la formation supérieure de Portezuelo. Vu d'en haut ou d'en bas, le dentaire est carré au lieu d'être incurvé, et les dents sont serrées à l'avant de la mâchoire, ce qui le rend semblable à la mâchoire de Antarctosaurus, Brasilotitan et, dans une moindre mesure, Bonitasaura.
Le spécimen est actuellement conservé au Musée de géologie et de paléontologie de l'Université nationale de Comahue, Parque Natural Geo-Paleontológico Proyecto Dino, lac Barreales.

## Classification
Baalsaurus est classé parmi les Titanosauria.

## Publication originale
- (en) Jorge O. Calvo et Bernardo González Riga, « Baalsaurus mansillai gen. et sp. nov. a new titanosaurian sauropod (Late Cretaceous) from Neuquén, Patagonia, Argentina », Anais da Academia Brasileira de Ciencias, ABC, vol. 91Suppl 2, no Suppl 2,‎ 17 décembre 2018, e20180661 (ISSN 0001-3765 et 1678-2690, PMID 30569970, DOI 10.1590/0001-3765201820180661, lire en ligne).